# 1. ceremonia wręczenia nagród Goya
1. ceremonia wręczenia nagród filmowych Goya odbyła się 17 marca 1987 roku w Teatro Lope de Vega w Madrycie. Ceremonię rozdania nagród poprowadził Fernando Rey. Było to premierowe wydanie imprezy, w której uczestniczył król Hiszpanii Juan Carlos wraz z królową Zofią. Nagrody przyznano w 15 kategoriach, dodatkowo Goya Honorowa dla operatora filmowego José Aguado.

## Laureaci i nominowani
Laureaci nagród wyróżnieni są wytłuszczeniem

### Najlepszy film
- Podróż donikąd
  - 27 godzin
  - Połowa nieba

### Najlepsza reżyseria
- Fernando Fernán Gómez za film Podróż donikąd
  - Emilio Martínez-Lázaro za film Lulú de noche
  - Pilar Miró za film Werther

### Najlepszy scenariusz
- Fernando Fernán Gómez za scenariusz do filmu Podróż donikąd
  - Pedro Beltrán za scenariusz do filmu Mambru poszedł na wojnę
  - José Luis Borau za scenariusz do filmu Moja niania

### Najlepszy aktor
- Fernando Fernán Gómez za rolę w filmie Mambru poszedł na wojnę
  - Juan Diego za rolę w filmie Dragon rapide
  - Jorge Sanz za rolę w filmie Rok przebudzenia

### Najlepszy aktor drugoplanowy
- Miguel Rellán za rolę w filmie Moja niania
  - Antonio Banderas za rolę w filmie Matador
  - Agustín González za rolę w filmie Mambru poszedł na wojnę

### Najlepsza aktorka
- Amparo Rivelles za rolę w filmie Trzeba rozebrać nasz dom
  - Victoria Abril za rolę w filmie Czas milczenia
  - Ángela Molina za rolę w filmie Połowa nieba

### Najlepsza aktorka drugoplanowa
- Verónica Forqué za rolę w filmie Rok przebudzenia
  - Chus Lampreave za rolę w filmie Rok przebudzenia
  - María Luisa Ponte za rolę w filmie El hermano bastardo de Dios

### Najlepszy zagraniczny film hiszpańskojęzyczny
- film: Król i jego film, reżyser: Carlos Sorín, kraj: Argentyna
  - film: Pequeña revancha, reżyser: Olegario Barrera, kraj: Wenezuela
  - film: Tiempo de morir, reżyser: Jorge Alí Triana, kraj: Kolumbia

### Najlepsza oryginalna muzyka
- Milladoiro do filmu Połowa nieba
  - Xavier Montsalvatge do filmu Dragon rapide
  - Emilio Arrieta do filmu El disputado voto del señor Cayo

### Najlepsze zdjęcia
- Teo Escamilla w filmie Czarodziejska miłość
  - José Luis Alcaine w filmie Połowa nieba
  - Hans Burmann w filmie Werther

### Najlepszy montaż
- Eduardo Biurrun za film Ostatni list Filipa Bantera
  - Pablo del Amo za film Podróż donikąd
  - José Luis Matesanz za film Werther

### Najlepsza scenografia
- Félix Murcia w filmie Dragon rapide
  - Ramiro Gómez w filmie Bandera negra
  - Wolfgang Burmann w filmie Romanza final

### Najlepsze kostiumy
- Gerardo Vera do filmu Czarodziejska miłość
  - Elisa Ruiz i Javier Artiñano do filmu Dragon rapide
  - Gerardo Vera do filmu Połowa nieba

### Najlepsza charakteryzacja i fryzury
- Fernando Florido w filmie Dragon rapide
  - José Antonio Sánchez w filmie Podróż donikąd

### Najlepszy dźwięk
- Bernardo Menz i Enrique Molinero do filmu Werther
  - Alfonso Pino i Carlos Faruolo do filmu El hermano bastardo de Dios
  - Alfonso Pino i José María Bloch do filmu Luna de agosto

### Honorowa Nagroda Goya
- José F. Aguayo (operator filmowy)